# 番吾之战
番吾之战，指前232年，秦王政大举兴兵讨伐赵国，一军抵达鄴城，一军抵达太原，攻取狼孟、番吾（今河北灵寿西南）；遇到李牧军，失败撤退。